# Castell'Alfero
Castell'Alfero là một đô thị ở tỉnh Asti vùng Piedmont thuộc Ý, nằm ở vị trí cách khoảng 40 km về phía đông của Torino và khoảng 9 km về phía bắc của Asti. Tại thời điểm ngày 31 tháng 12 năm 2004, đô thị này có dân số 2.736 người và diện tích là 20 km².
Đô thị Castell'Alfero có các frazioni (các đơn vị trực thuộc, chủ yếu là các làng) Callianetto, Stazione, Casotto, Serra Perno, Noveiva, Moncuccovà Bricco Beretta.
Castell'Alfero giáp các đô thị: Asti, Calliano, Corsione, Cossombrato, Frinco, Tonco và Villa San Secondo.